# (19787) Betsyglass
(19787) Betsyglass (2000 QV114) – planetoida z grupy pasa głównego asteroid okrążająca Słońce w ciągu 4,5 lat w średniej odległości 2,72 j.a. Odkryta 24 sierpnia 2000 roku.